# Helosiphon eryngii
Helosiphon eryngii är en insektsart. Helosiphon eryngii ingår i släktet Helosiphon och familjen långrörsbladlöss. Inga underarter finns listade i Catalogue of Life.